# Webconverger
Webconverger é um sistema operativo vivo baseado no Debian, projetado para ser usado unicamente para acessar Aplicações Web. Ele pode ser executado a partir de várias mídias como CDs e pen drives. O Webconverger é um projeto de software livre e possui seu próprio repositório git. O Webconverger é pré-compilado para rodar na maioria da plataforma de hardware x86 até hoje. Ele não possui requisitos de sistema altos, e por isso também executará em máquinas mais antigas.
O Webconverger é um sistema minimalístico apenas para navegação. Ele executa o navegador Iceweasel em conjunto com um add-on do Firefox que trava o navegador para um modo de operação simples de quiosque. O navegador executa em tela cheia com todos menus, barras de ferramentas, teclas de comando e maioria dos menus de clique direito desativados. O Webconverger contém suporte a exibição de Adobe Flash e PDF por padrão. Ambas redes com e sem fios são suportadas via DHCP, há suporte também para I18n, incluindo métodos de entrada CJK.